# Believe In Me (пісня Бонні Тайлер)
«Believe In Me» (укр. «Вір у мене») — пісня валлійської співачки Бонні Тайлер, з якою вона представляла Велику Британію на пісенному конкурсі Євробачення 2013 в Мальме. Пісня була виконана 18 травня у фіналі, де, з результатом у 23 бали, посіла дев'ятнадцяте місце.